# ロッキー・サンタナ
ロッキー・サンタナ（Rocky Santana、本名：ビクトル・マヌエル・バルガス・アブレウ（Victor Manuel Vargas Abreu）、1955年7月26日 - ）は、メキシコのプロレスラー（元覆面レスラー）。メキシコシティ出身。
父はエル・ディアブロ・ロホ、妻はネフタリ。

## 来歴
5年間のアマレスの経験を経て、ビジャノ1号にルチャを学び、1972年9月15日にプリンシペ・ヒッピーの名で対アストゥシア戦でデビュー。1982年にエル・ブロンコらとロス・デュイアボリコス（Los Diabolicos）を結成。
1987年にトリオを解散。1991年にアメリカン・コミックのティーンエイジ・ミュータント・ニンジャ・タートルズのパロデューギミックのロス・トルトゥギージョス・カラテカス（Los Tortuguillos Karetekas）のトルトゥギージョ・カラテカ1号のマスクマンに転身、UWA（ユニバーサル・レスリング・アソシエーション）/LLI、EMLLなどに転戦した。しかし1992年8月9日にはLLIにてスコルピオ・ジュニアにコントラ・マッチに敗れ素顔になる。1992年9月6日にUWA世界ライト級王座を奪取。
1993年にはロッキー・サンタナの名でみちのくプロレスに来日。3月12日の後楽園ホールにてトルトゥギージョ・ニンハでスペル・デルフィンとコントラ・マッチに敗れ素顔になる、また3月23日にはデルフィンの持つにUWFスーパーウェルター級王座に挑戦したが戴冠に至らなかった。
この頃、大仁田厚に風貌が似ていると話題になり、「大仁田」コールが起きたり、サンタナ自身もそれを意識したのか、大仁田が水を口に含んで吹き出すパフォーマンスを真似している。
1994年6月6日にUWA世界トリオ王座を奪取。
1996年から1998年に大日本プロレスに来日。なお大日本ではシャドウNo.7のリングネームも用いた。2000年5月の大阪プロレス1周年記念の大会ではニセ大仁田のリングネームで、大仁田厚本人とシングルマッチを行い、2002年には元FMWの冬木弘道が設立したWEWに来日、その流れで冬木軍の興行にも出場。
2005年にはDDT、ZERO1にニセ大仁田で来日。
またリアルジャパンプロレスに参戦するブラック・シャドーもロッキー・サンタナ説がある。
本国メキシコではインディマットのAULL（アリアンサ・ウニベルサル・デ・ルチャ・リブレ、Alianza Universal de Lucha Libre）のブッカーをしていた、現在は離れているが試合には出場している。

## 得意技
パワーボム
DDT

## 獲得タイトル
UWA/LLI
UWA世界ライト級王座 :1回
UWA世界トリオ王座 :1回（w/エル・シグノ、ネグロ・ナバーロ）
AULL
AULL世界トリオ王座 :2回（w/ロビン・マラビシャ、ヤクザ w/ネグロ・ナバーロ、ロビン・マラビシャ）